# Chukas
Les Chukas (ou Sukas, ou Chukus, Muchuka au singulier) forment une ethnie du district de Meru South dans la Province orientale du Kenya, sur le versant Est du mont Kenya. Ils appartiennent au groupe linguistique bantou et parlent le kichuka (ou chuka), mais sont relativement peu nombreux par comparaison avec leurs voisins historiquement hostiles[réf. nécessaire].

## Histoire
Avant l'époque coloniale, les Chukas ont fréquemment subi des combats contre les puissantes tribus Ameru et Embu. Sous l'occupation britannique, leur société et leur culture ont été bouleversées et ils sont aujourd'hui économiquement pauvres, quasiment occidentalisés et totalement christianisés.

## Population
Leur population est difficile à estimer et leur dernier recensement avançait un chiffre de 70 000 personnes en 1980.

## Économie
Les Chukas sont des agriculteurs et exploitent les riches terres au climat favorable du versant oriental du mont Kenya en revendant une partie de leur production au marché de la ville de Chuka, ce qui ne les met pas à l'abri des famines.

## Culture
Les Chukas sont principalement connus pour leur virtuosité au tambour et dans les acrobaties qui les accompagnent. Les longs tambours sont traditionnellement enfourchés permettant aux musiciens de danser en même temps, mais cette tradition a quasiment disparu il y a plusieurs décennies, excepté une troupe qui se produit dans un safari club touristique du mont Kenya, au nord-ouest de la montagne, sur les terres des Kikuyu.